# Marie-Galante

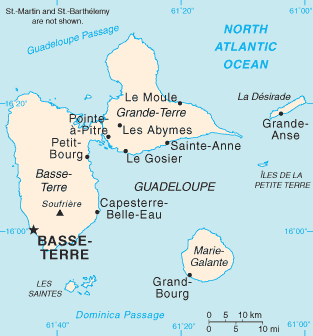
Lägeskarta över Île Marie-Galante.

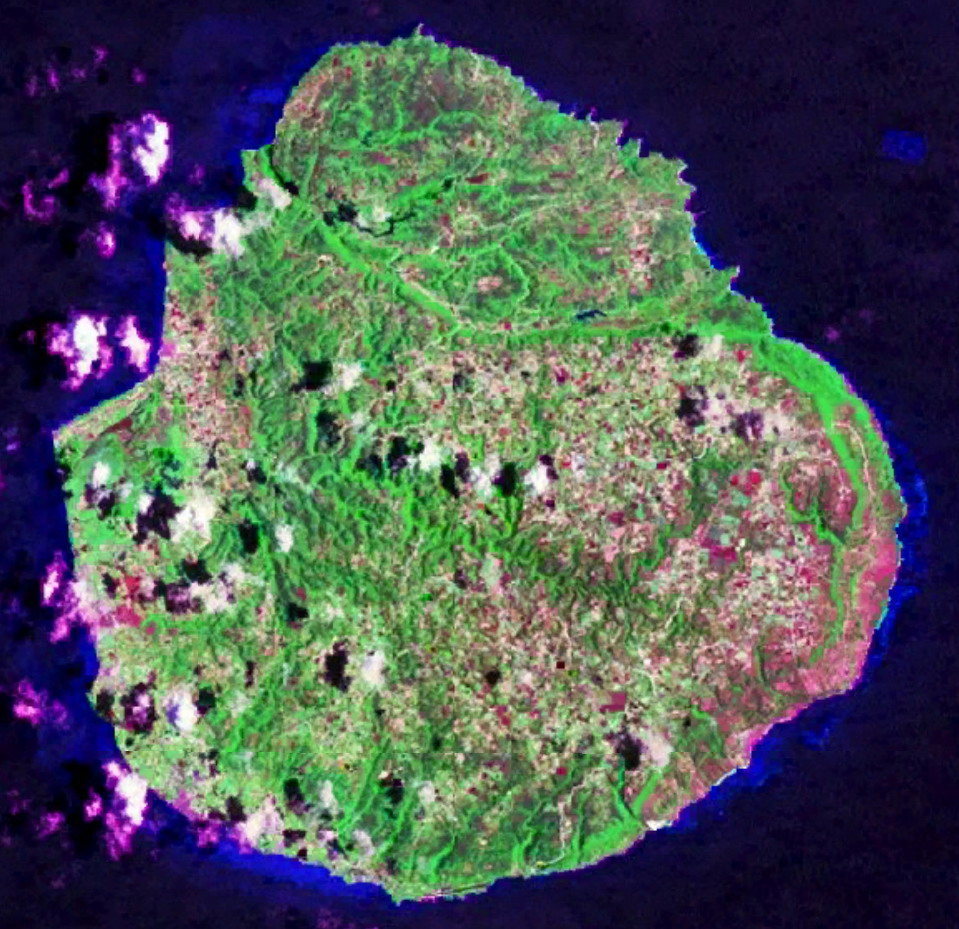
Satellitbild över Île Marie-Galante.

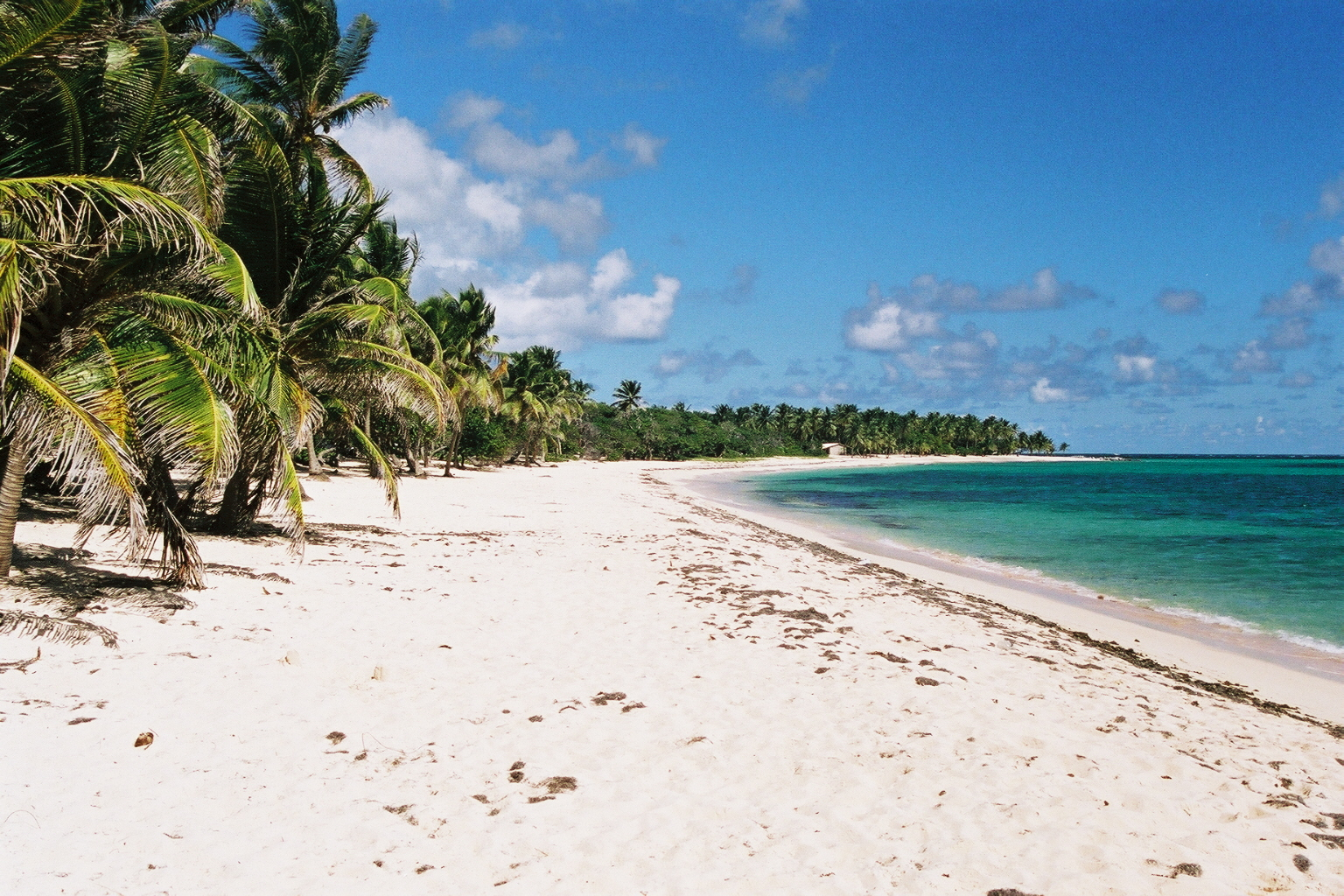
Strand på Île Marie-Galante.

Île Marie-Galante är en ö i södra Små Antillerna i Karibiska havet i Västindien. Ön tillhör det franska utomeuropeiska departementet Guadeloupe.

## Geografi
Île Marie-Galante ligger cirka 25 km sydöst om Île de Basse-Terre och cirka 40 km norr om ön Dominica, som det är separeras från av Dominicapassagen. Den runda ön har en areal om cirka 158 km² med en diameter om cirka 15 km.
Öns högsta punkt är Morne Constant på cirka 204 m ö.h.
Huvudort är Grand-Bourg med cirka 5 500 invånare på öns sydvästra del. Övriga större orter är Capesterre (Capesterre-de-Marie-Galante) och Saint-Louis.
Befolkningen uppgår till cirka 13 000 invånare.
Förvaltningsmässigt ingår ön i arrondissement (krets) Pointe-à-Pitre och är uppdelad i 3 communes (kommuner).
Ön flygplats heter Les Basses (flygplatskod "GBJ") och har kapacitet för lokalt flyg, den ligger cirka 5 km sydväst om Grand-Bourg på öns södra del.
Utanför Île Marie-Galantes västra kust ligger småön Ilet de vieux Fort.

## Historia
Den 3 november 1493 upptäckte Christopher Columbus som förste europé Île Marie-Galante. Ön döptes då till Santa Maria la Galante efter ett av hans fartyg.
År 1635 kom området under franskt styre, och 1648 anlände de första franska nybyggarna till ön.
Ön har sedan dess förblivit fransk, förutom korta perioder under 1700- och 1800-talen, då området ockuperades av Storbritannien. Åren 1813–1814 tillhörde området formellt (men högst teoretiskt och aldrig i praktiken) Sverige. Efter freden i Paris år 1814 återfick Frankrike kontrollen över Guadeloupe.